# Beekprik

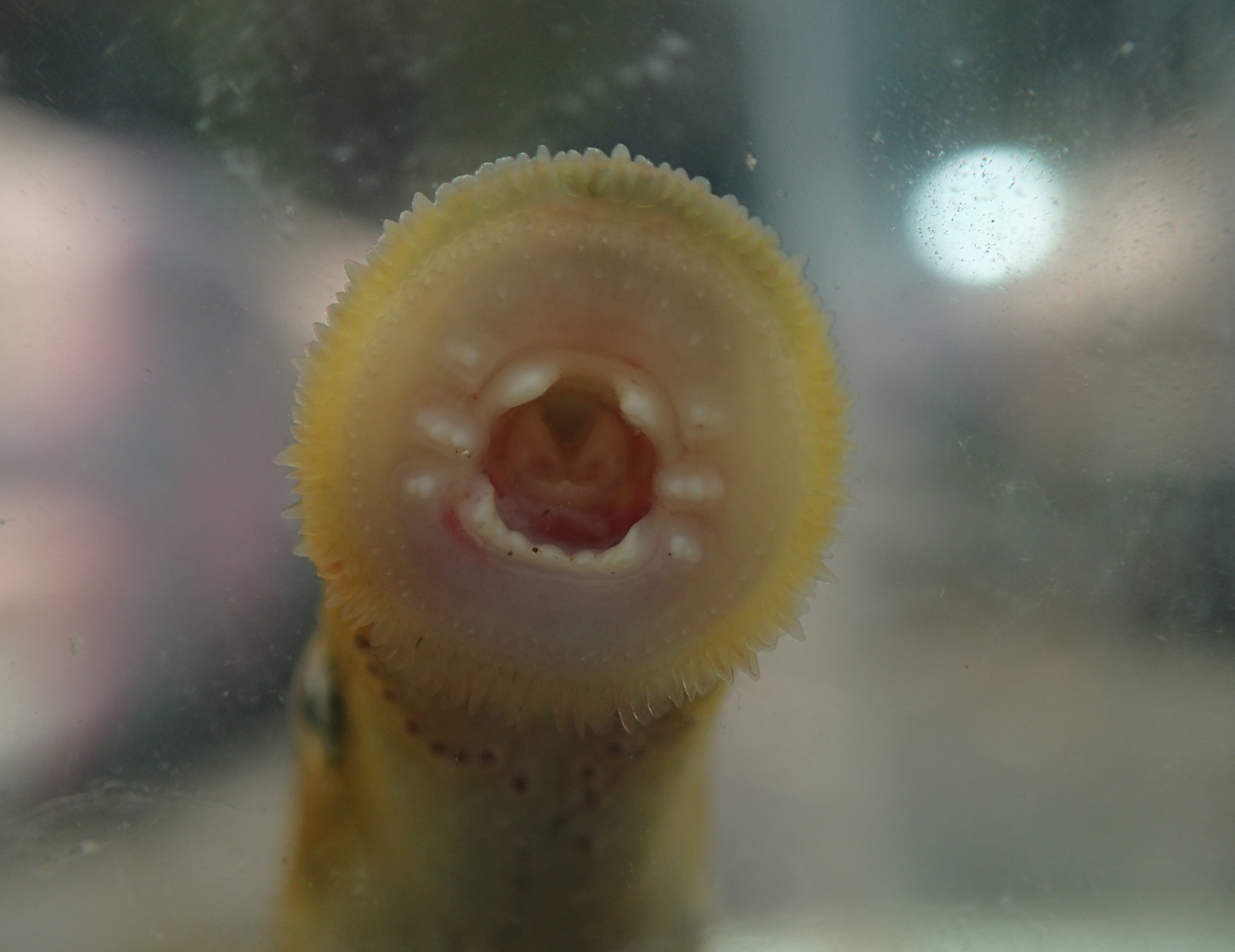
Ronde mondschijf van de beekprik

De beekprik (Lampetra planeri), uit de familie van de prikken (Petromyzontidae), is een zeldzame kaakloze vis die inheems is in de Benelux. Prikken worden ook wel 'rondbekken' genoemd vanwege de ronde mondschijf. Het palingachtige dier is tot 17,5 cm lang, bij volwassenheid zijn de flanken lichtgeel tot zilverkleurig. De vis heeft achter het oog zeven ronde kieuwopeningen op een rij. De larven van de beekprik zijn lichtbruin tot geel van kleur en hebben een spleetvormige mond. Een beekprik wordt tot zes jaar oud.

## Levenswijze
De beekprik blijft zijn hele leven in dezelfde beekloop. Het dier leeft drie tot zes jaar als een blinde larve in de modderbodem en verandert dan in het vroege voorjaar tot volwassen prik. Hij krijgt ogen, vinnen en geslachtsorganen. Het dier verliest echter tegelijkertijd zijn maag- en darmstelsel en houdt daarom op met foerageren. Op zoek naar partners trekt hij stroomopwaarts waar paaiplaatsen gebouwd worden in de grindbodem. In de beek wordt een gleuf gemaakt door steentjes te verplaatsen. Het grind wordt eerst schoongemaakt en vervolgens zetten de vrouwtjes hun eitjes erop af. De mannetjes gaan daar boven hangen en zetten de zaadcellen af. Eenzelfde paaisleuf kan tegelijkertijd worden gebruikt door een groot aantal prikken. Het is daar dan een drukte van belang. De beekprik sterft enkele dagen na het paaien. In tegenstelling tot de rivier- en de zeeprik is de beekprik geen parasiet.

## Verspreiding

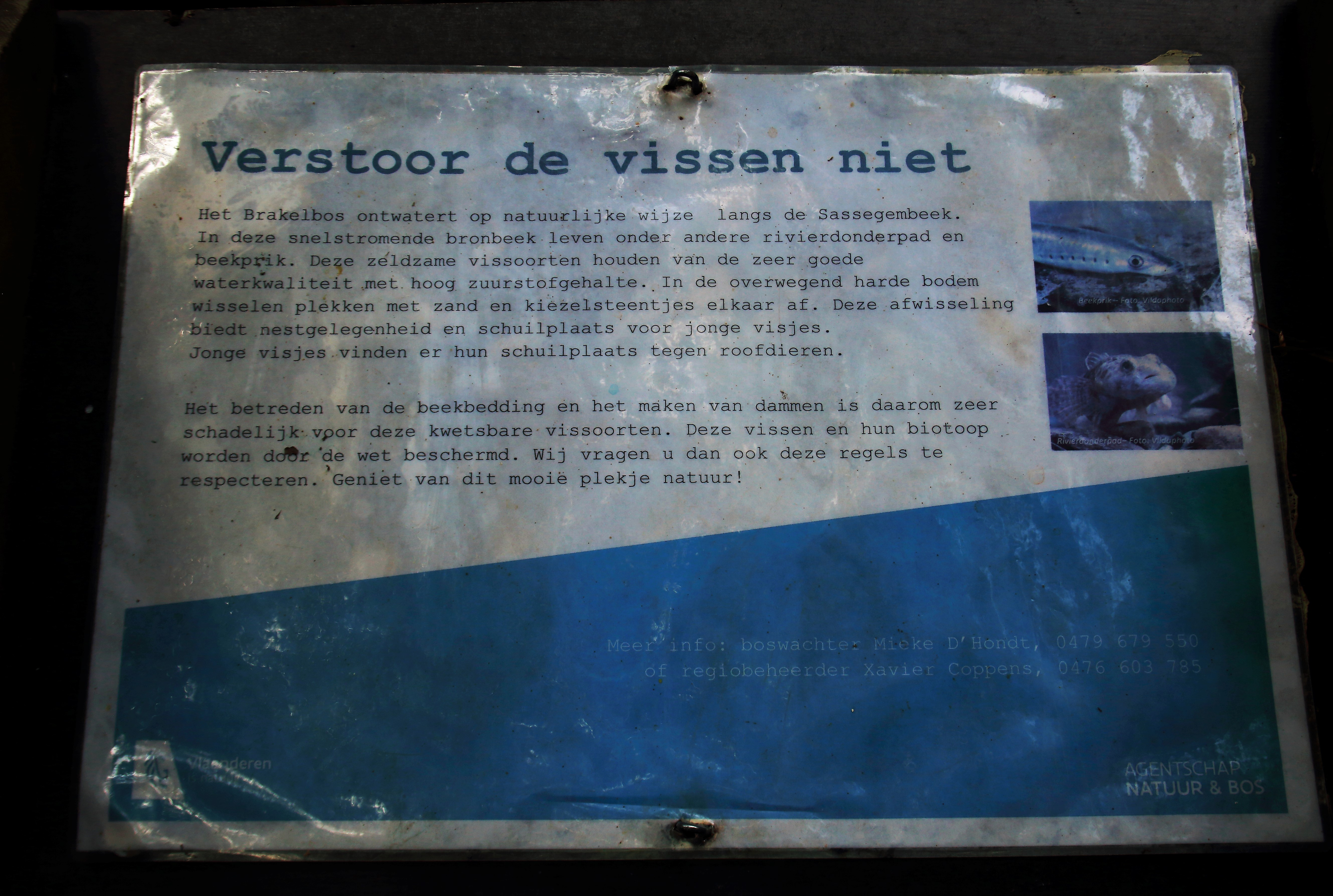
Bescherming beekprik, Brakelbos, Vlaamse Ardennen

Sinds het begin van de 20e eeuw gaat de beekprik geleidelijk achteruit. De beekprik komt voor in de sprengenbeken op de oostelijke Veluwe en is zelfs wel gesignaleerd in het centrum van de stad Apeldoorn. Ook in de Achterhoek, Limburg en in oostelijk Noord-Brabant zijn ze nog aan te treffen. In Vlaanderen komt de beekprik voor in de provincies Antwerpen, Limburg en in de Vlaamse Ardennen. Uit statistieken met betrekking tot de vindplaatsen van beekprikken sinds 1900 blijkt dat het aantal uurhokken met beekprikken tussen 1945 en 1980 met 64% is afgenomen. Het voorkomen in Noord-Nederland is twijfelachtig. De beekprik is aantoonbaar achteruitgegaan in midden Noord-Brabant en in sommige delen van Limburg, de Achterhoek en in geheel Twente. Tussen 1980 en 1995 zijn er nog 35 uurhokken met vangsten van de beekprik.
Sinds 2007 is dankzij nader onderzoek meer bekend over het voorkomen in Nederland en blijkt de soort in 55 uurhoken voor te komen. In Limburg is de beekprik aanwezig in vijf beken van het stroomgebied van de Geul, drie beken van de Roer, drie beken van de Vlootbeek en in de Aalsbeek. In Noord-Brabant zitten beekprikken in de Keersop, Dommel en is de prik succesvol geïntroduceerd in de Reusel. In Gelderland komt de beekprik voor in 11 beken uit het stroomgebied van de Grift, Hierdense Beek, Eerbeekse Beek, Oude Beek en vier beken in de Achterhoek.

## Knelpunten en maatregelen
Het verbeteren van de beeklopen in de twintigste eeuw maakte dat onder andere door het aanbrengen van stuwen barrières ontstonden die de paaigebieden in bovenlopen voor de beekprik onbereikbaar maakten. Door het rechttrekken van beken is de watervoering in natte periodes te hoog, terwijl in droge periodes beken bijna droog komen te staan door waterpeilverlaging. Bij mechanisch schonen van beekbodems gaan bovendien de larven, die in de zachte modder zitten, verloren.
Een ecologisch verantwoord beheer van de beekoevers, het opnieuw uitgraven van oude meanders en het passeerbaar maken van de stuwen is van groot belang voor de beekprik. Aan beken waar de vis voorkomt kan onderhoud het beste handmatig worden gedaan ten einde verstoring zoveel mogelijk te voorkomen. Waar vroeger beddingen van grind en stenen voorkwamen dienen deze hersteld te worden. Een hoge waterkwaliteit is een belangrijke voorwaarde, op een beek waarin prikken leven dient alleen gezuiverd water te worden geloosd.

## Wettelijke status
Het is verboden om beekprikken te vangen of pogingen daartoe te ondernemen, want de beekprik is een beschermde soort in de zin van de Wet natuurbescherming en staat op de Nederlandse Rode lijst als bedreigde diersoort. In België is de soort ook beschermd, ze staat als "kwetsbaar" op de Vlaamse Rode Lijst maar ze is enkel gevalideerd en vastgesteld (lees "gepubliceerd in het Belgisch Staatsblad") op de lijst volgens de criteria van IUCN.